# Bob's Burgers: O Filme
The Bob's Burgers Movie (bra/prt: Bob's Burgers: O Filme) é um filme de comédia musical de animação americano baseado na série de TV Bob's Burgers, de Loren Bouchard, que escreveu, dirigiu e produziu em sua estreia como diretor junto com Bernard Derriman. A 20th Century Studios programou para lançar o filme em 17 de julho de 2020 e então em 9 de abril de 2021, mas foi removido de seu calendário de lançamento devido à pandemia de COVID-19. O lançamento mundial do filme foi feito dia 27 de maio de 2022. O filme recebem em sua maioria, críticas geralmente positivas.

## Elenco
- H. Jon Benjamin como Bob Belcher
- Dan Mintz como Tina Belcher
- Eugene Mirman como Gene Belcher
- Larry Murphy como Teddy
- John Roberts como Linda Belcher
- Kristen Schaal como Louise Belcher

## Produção

### Desenvolvimento
Em 4 de outubro de 2017, a 20th Century Fox anunciou que um filme baseado na série animada da Fox, Bob's Burgers, estava em produção para ser lançado em 17 de julho de 2020. Em 30 de outubro de 2017, uma divisão recém-criada da 20th Century Fox, a Fox Family, foi criada para supervisionar a adaptação para o cinema de seus programas de TV. Isso incluiu tirar Bob's Burgers da 20th Century Fox Animation.
O criador da série, Loren Bouchard, disse que o filme vai "arranhar cada coceira que os fãs do programa já tiveram", ao mesmo tempo que atrai novos públicos. Em 18 de julho de 2018, Bouchard disse que o roteiro foi enviado e aceito pelos estúdios. O filme será uma comédia musical. Especulações dizem que a trama envolverá Louise e sua luz noturna Kuchi Kopi dentro de seu mundo de fantasia como uma subtrama menor. Em 24 de setembro de 2020, a estrela H. Jon Benjamin confirmou que o trabalho no filme estava sendo feito remotamente devido à pandemia de COVID-19, ao mesmo tempo que revelou que a gravação do filme já havia começado, com o elenco reprisando seus papéis da série de televisão. Este será o último trabalho de animação de Dale Baer antes de sua morte em 15 de janeiro de 2021.

## Lançamento
O filme estava inicialmente programado para ser lançado nos cinemas em 17 de julho de 2020. O filme foi retirado brevemente da programação devido a um erro na lista. Ao anunciar as datas de lançamento revisadas de vários filmes devido à crise de saúde global da pandemia de COVID-19, a Disney anunciou que o lançamento do filme foi adiado para 9 de abril de 2021. Em 22 de janeiro de 2021, o filme foi removido do calendário de lançamentos, até que, em 10 de setembro de 2021, foi anunciado que o filme seria lançado mundialmente em 27 de maio de 2022.